# 克里夫·弗洛伊德
康奈琉斯·克里佛·弗洛伊德二世（英語：Cornelius Clifford Floyd Jr.，1972年12月5日—），為前美國職棒大聯盟的左外野手，生涯曾效力過博覽會、馬林魚、紅襪、大都會、小熊、光芒與教士等隊。弗洛伊德目前在大聯盟電視網擔任球評，並同時擔任天狼星XM電台的共同主持人。

## 職業生涯

### 蒙特婁博覽會
1993年9月，21歲的弗洛伊德登上大聯盟，成為當時國聯最年輕的球員。1994年6月27日，他從賽揚強投葛瑞格·麥達克斯手中敲出生涯首轟。雖然弗洛伊德來不及在蒙特婁展現他的長打火力，但他日後也表示自己當時已經愛上這座城市，而他在博覽會的時光也讓他變得日益成熟。

### 佛羅里達馬林魚
1997年，博覽會將弗洛伊德交易到馬林魚，換來Dustin Hermanson和Joe Orsulak。這年他幫助馬林魚拿下隊史首冠，也是個人唯一一冠。1998年，弗洛伊德成為球隊的先發外野手。2000年，他繳出3成打擊率，並敲出22轟與91分打點。隔年他的打擊率高達3成17，並敲出31轟與103分打點。他也成功入選生涯唯一一次的明星賽。

### 重返博覽會
2002年，馬林魚將弗洛伊德、Claudio Vargas和Wilton Guerrero交易到大都會，換來卡爾·帕瓦諾、Graeme Lloyd、Mike Mordecai、Justin Wayne和Donald Levinski。不過他只在博覽會出賽15場比賽就被交易。

### 波士頓紅襪
2002年7月30日，博覽會將弗洛伊德交易到紅襪，換來兩名韓國選手金善宇和宋勝準。他在紅襪隊出賽47場比賽，打擊率為3成17。

### 紐約大都會

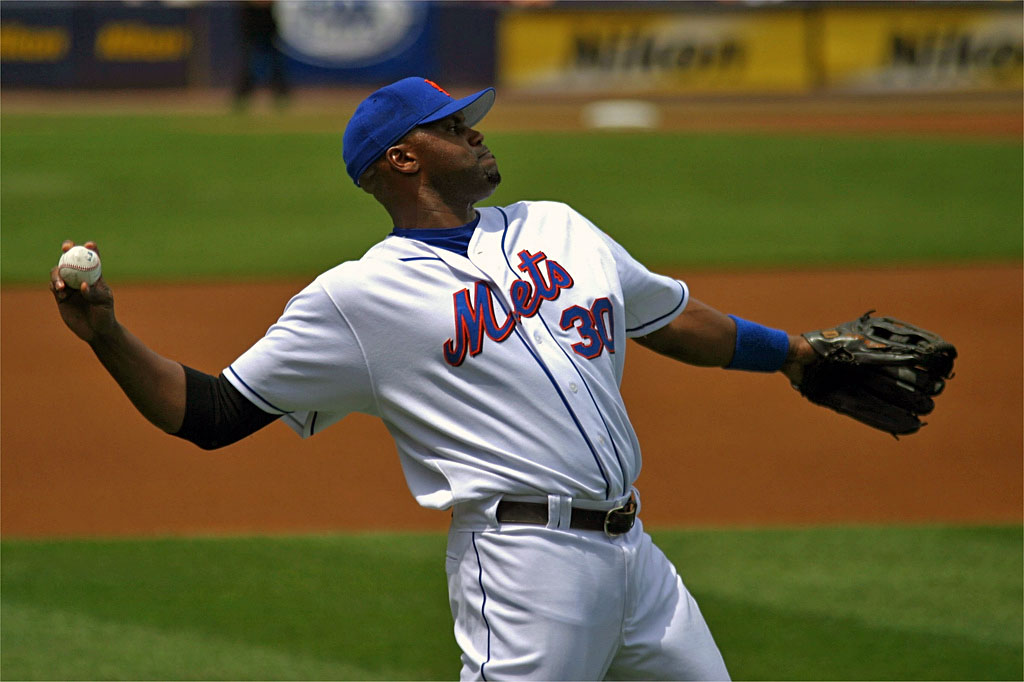
在大都會的弗洛伊德

2003年，弗洛伊德加盟大都會。前兩年他因傷所苦，不過他在2005年傷癒回歸，並敲出生涯新高的34轟。2006年，弗洛伊德再度受傷，這年僅出賽97場比賽，後來他隨隊征戰季後賽，並到了國聯冠軍賽才惜敗紅雀。

### 芝加哥小熊
2007年1月21日，弗洛伊德和小熊簽下一年300萬美元的合約。由於他父親在8月時去世，因此他缺席了9場比賽。他在8月21日回歸，並在比賽中跑回致勝分。

### 坦帕灣光芒
2007年12月14日，弗洛伊德和光芒簽下一年300萬美元的合約。這年他主要在面對右投時上場擔任指定打擊。

### 聖地牙哥教士

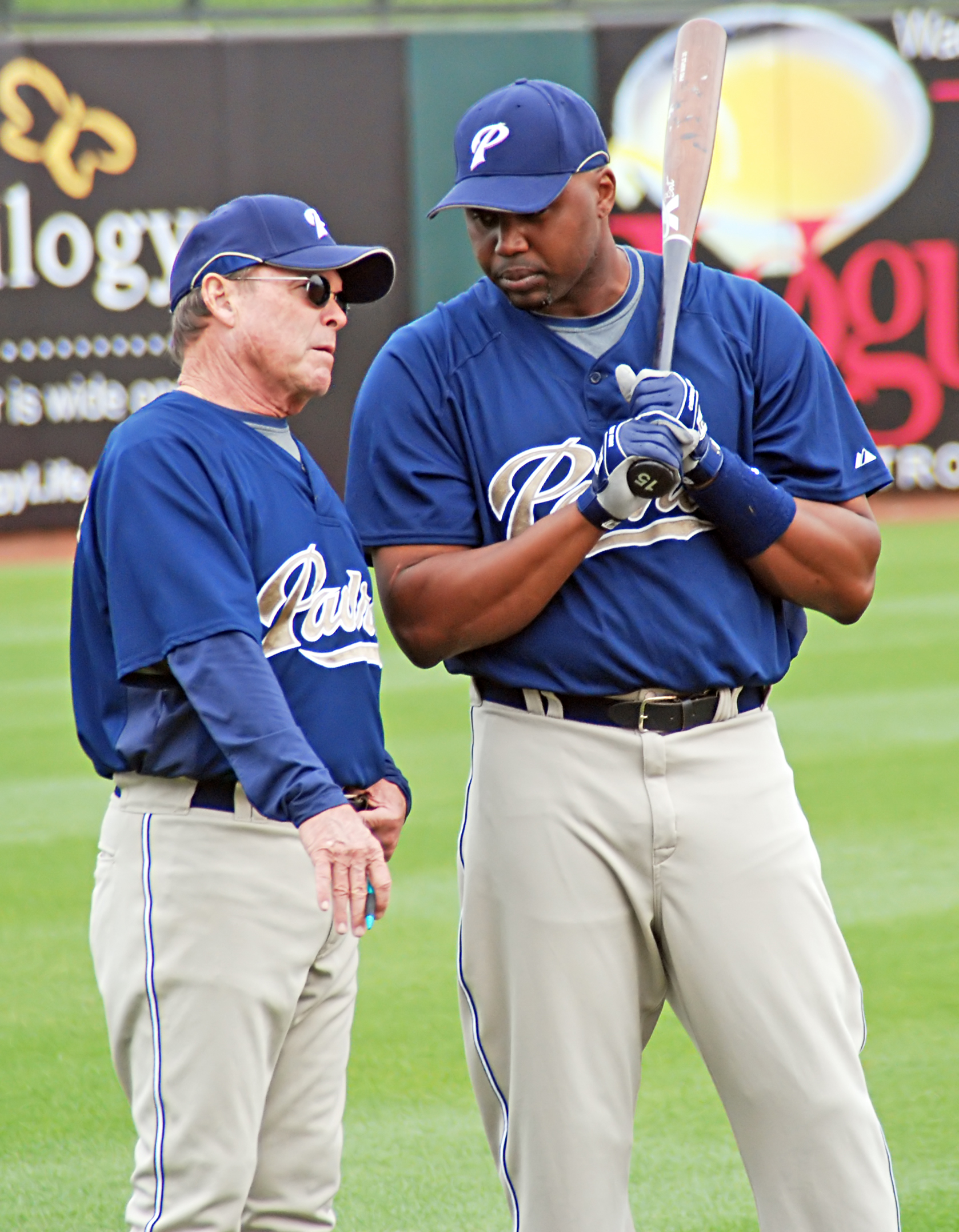
弗洛伊德和打擊教練吉姆·拉斐爾談話

2009年2月5日，弗洛伊德與教士簽下一年合約。10月5日，教士將弗洛伊德釋出。

## 生涯打擊成績
| 出賽次數 | 打席 | 打數 | 得分 | 安打 | 二安 | 三安 | 全壘打 | 打點 | 盜壘 | 保送 | 三振 | 打擊率 | 上壘率 | 長打率 | OPS  |
| -------- | ---- | ---- | ---- | ---- | ---- | ---- | ------ | ---- | ---- | ---- | ---- | ------ | ------ | ------ | ---- |
| 1621     | 6063 | 5319 | 824  | 1479 | 340  | 23   | 233    | 865  | 148  | 601  | 1064 | .278   | .358   | .482   | .840 |

## 個人生活
弗洛伊德目前和妻子定居在佛羅里達，兩人育有兩名子女。原本弗洛伊德一家和他的媽媽及姐姐同住，不過他姐姐已於2006年因癌症去世。
1997年，弗洛伊德和另外14名馬林魚隊有登上綜藝節目週六夜現場第23季。此外，他還登上加拿大節目《龍穴》第9季和第10季。

## 外部連結
- 球員資訊和成績在MLB ，ESPN ，Retrosheet ，Baseball Reference ，Fangraphs ，The Baseball Cube （英文）

| 奖项与成就             | 奖项与成就              | 奖项与成就             |
| ---------------------- | ----------------------- | ---------------------- |
| 前任者： Melvin Nieves | 國聯最年輕的球員 1993年 | 繼任者： Ismael Valdéz |